# Metafysik
Metafysik er en central del af den teoretiske filosofi. Den kan beskrives som læren om de første principper, dvs. læren om de grundlæggende årsager og love i tilværelsen. Et første princip kan f. eks. være Gud (i kristendommen), det Godes ide (hos Platon) eller substansen (hos Aristoteles).
I mere dagligdags sprog bruges begrebet simpelthen om det, der ligger uden for den fysiske verden, dvs. det som mennesket ikke kan erkende med sanserne – for eksempel religion, mirakler og spiritisme. Tillægsordet ”metafysisk” bliver således synonymt med ”transcendent”.

## Ordets oprindelse
Betegnelsen ”metafysik” kan være opstået på to måder. Den første hænger sammen med, at filosoffen Andronikos fra Rhodos i det 1. århundrede f. Kr. lavede den første samlede udgave af Aristoteles´ bøger. Han delte bøgerne op i to dele: 1) ”Fysikken” og 2) ”Det efter fysikken” (på græsk ”tà metà ta phýsika” (τὰ μετὰ τὰ φύσικα)). Derved opstod betegnelsen ”metafysik”, som altså egentlig betyder ”det der står efter fysikken på reolen”.
Den anden mulighed er, at metafysik betyder studiet af det, der ligger uden for den verden, som mennesket umiddelbart kan sanse. ”Meta” (μετὰ ) betyder nemlig også ”ud over” eller ”hinsides”. Idet fysikken er læren om den sanselige eller empiriske del af verden, er metafysikken altså læren om den del af verden, som ikke er tilgængelig for sanserne - det som er ”ud over” sanserne. 

## Klassiske problematikker og emner
Metafysik er med andre ord den disciplin, der behandler de grundlæggende spørgsmål i filosofien. Klassiske problematikker og emner er:
- Ontologi – studiet af væren. Hvad er væren og virkelighed? Martin Heidegger har i nyere tid undersøgt, hvad væren vil sige. I den største del af filosofihistorien er dette spørgsmål ikke blevet diskuteret meget.
- Verdens oprindelse. Har verden eksisteret evigt, eller kan den siges at have haft en begyndelse? Og mere fundamentalt: Hvorfor eksisterer der noget, og ikke intet?
- Spørgsmålet om, hvad der er grundlæggende i verden. Er verden dybest set noget materielt (materialisme, eller er den dybest set noget åndeligt (idealisme)? Er der en grund til, at verden er, som den er?
- Uendelighed og evighed versus endelighed og timelighed.
- Spørgsmålet om begrebernes status. Siden Platon opstiller sin idelære, der hævder at begreber (”ideer”) findes, er dette spørgsmål et af de mest omdiskuterede i filosofien. I middelalderen kendes diskussionen som universaliestriden.
- Spørgsmålet om etik og værdier. Findes der nogle ubetingede værdier, som mennesket skal erkende og indordne sig efter?
- Spørgsmålet om viljens frihed, opstillet af Augustin, over for determinismen.
- Tidens karakter. Spørgsmålet bliver især diskuteret af Augustin og den moderne fænomenologi.
- Spørgsmålet om Guds eksistens (se teisme, ateisme og agnosticisme).
- Sjælens karakter. Platon anser sjælen for at være immateriel og udødelig. Atomisterne, f.eks. Epikur, anser den for at være en særlig slags atomer.
- Det psykofysiske problem (også kaldt sjæl-legeme-problemet) bliver vigtigt, efter at Descartes grundlægger den moderne dualisme. Et vigtigt spørgsmål er her: Hvordan vekselvirker sjælen og legemet?

## Typer af teorier
Der findes to hovedtyper af metafysiske teorier:
1)	Substansmetafysik, som anser det værende for at bestå af substanser, altså varige ting.
2)	Procesmetafysik, som anser alt for at være en proces, altså en strøm.

## Historie
Metafysik har været diskuteret siden de tidligste græske filosoffer. I middelalderen bliver metafysikken ofte benævnt ”videnskabernes dronning”. Siden renæssancen har epistemologien dog overtaget metafysikkens plads som den vigtigste filosofiske disciplin.
Påstanden om overhovedet at kunne sige noget om det, der går over grænserne for menneskets sanseerfaring, er gentagne gange blevet kritiseret, blandt andre af Aristoteles. Fra midten af 1800-tallet intensiveres denne kritik. Naturvidenskabens succes fører til, at materialisme og positivisme bliver dominerende. Disse retninger afviser muligheden for at gå ud over det sanselige. De afviser dermed også metafysikkens mulighed og anser den for at være tom spekulation. Auguste Comte anser således metafysikken for at være en førvidenskabelig tankegang. Karl Marx og Friedrich Nietzsche afviser den også.
På den baggrund bliver tillægsordet ”metafysisk” (særligt inden for den logiske positivisme) brugt nedsættende i betydningen ”tvivlsomt spekulativ”, ”uvidenskabelig”, ”meningsløs” og ”ikke-empirisk tankespind”. I sidste halvdel af 1900-tallet får metafysikken dog en vis renæssance, blandt andet i kraft af filosoffer som Willard Van Orman Quine, David K. Lewis og David M. Armstrong.

## Vigtige metafysiske værker
- Platon: Phaidon (347 f. Kr.), Politeia (ca. 370 f. Kr.) og Symposion (ca. 380 f. Kr.)
- Aristoteles: Metafysik (4. årh. f.Kr.)
- Plotin: Enneaderne (3. årh. e.Kr.)
- Augustin: Confessiones (Bekendelser)) (397-401)
- Thomas Aquinas: De ente et essentia (ca. 1265–1273)
- Francisco Suárez: Disputationes Metaphysicae (1597)
- René Descartes: Meditationes de prima philosophia (1641)
- Gottfried Wilhelm Leibniz: Monadologien (1714)
- Immanuel Kant: Kritik der reinen Vernunft (1781/1787)
- Johann Gottlieb Fichte: Grundlage der gesamten Wissenschaftslehre (1794–1795)
- Friedrich Wilhelm Joseph von Schelling: System des transzendentalen Idealismus (1800)
- Georg Wilhelm Friedrich Hegel: Wissenschaft der Logik (1812–1816), Enzyklopädie der philosophischen Wissenschaften (1817)
- Arthur Schopenhauer: Die Welt als Wille und Vorstellung (1819, 1844)
- Martin Heidegger: Sein und Zeit (1927)
- Alfred North Whitehead: Process and Reality (1929)
- Jean-Paul Sartre: L'Etre et le néant (Væren og intet) (1943)